# Jan Kubiš
Jan Kubiš (24 de junho de 1913, Dolní Vilémovice, na República Tcheca - 18 de junho de 1942, Praga) foi um soldado checoslovaco que compôs  juntamente com Jozef Gabčík a Operação Antropoide, uma operação para assassinar o líder das SS, Reinhard Heydrich, um dos homens mais importantes da Alemanha nazi e mentor da Solução final.

## Operação Antropoide
Jan Kubiš era um paramilitar eslovaco de classe "rotsmistr" (semelhante a sargento), sua importância histórica é devido a sua participação na Operação Antropoide, que foi uma operação militar orquestrada pelo governo exilado da Checoslováquia em colaboração com a Grã-Bretanha. No final de 1941, Gabčík e Jan Kubiš saíram da Inglaterra e entraram clandestinamente no Protetorado da Boêmia e Morávia (região da ex-Checoslováquia, agora controlada pelos nazis). O objetivo de Gabčík e Kubiš era assassinar Reinhard Heydrich, um dos mais altos funcionários nazistas, Protetor da Boêmia e conhecido como "o açougueiro de Praga".
Em 27 de maio de 1942, Gabčík e Kubiš emboscaram o Mercedes de Heydrich que deslocava-se sem escolta e com a capota aberta, Gabčík apontou sua metralhadora Sten para o alvo, porém, a metralhadora travou antes que Gabčík pudesse disparar um único tiro. Foi então que entrou em cena Jan Kubiš, que lançou uma granada no carro de Heydrich, porém a granada não caiu tão próxima do alvo, mesmo com a explosão o chefe nazista e seu motorista, SS-Oberscharführer Klein, saíram do Mercedes caminhando e atirando. Gabčík e Kubiš conseguiram fugir e se refugiar, mas parecia que a missão havia fracassado, pois tudo indicava que Heydrich sobreviveria. 
Kubiš recebeu um ferimento leve no rosto causado pelos estilhaços. Enquanto Kubiš cambaleava contra as grades, Klein saltou da limusine destruída com uma pistola em punho; Kubiš se recuperou, pulou em sua bicicleta e pedalou para longe, dispersando os passageiros que saíam do bonde, disparando para o ar com sua pistola Colt M1903. Klein tentou atirar nele, mas, atordoado pela explosão, apertou o botão de liberação do carregador e a arma emperrou. Devido a uma infecção nos ferimentos, Heydrich morreu no hospital vários dias depois em 4 de junho.
Kubiš e seu grupo foram encontrados em 18 de junho na Igreja de São Cirilo e São Metódio, na Rua Resslova, em Praga. Em uma batalha sangrenta que durou seis horas, Kubiš foi gravemente ferido por uma granada e encontrado inconsciente. Ele morreu em decorrência dos ferimentos logo após chegar ao hospital. Seus restos mortais foram enterrados secretamente em uma vala comum no cemitério de Ďáblice, em Praga. Como isso era desconhecido após a Segunda Guerra Mundial, Karel Čurda, o membro de seu esquadrão que os traiu aos nazistas, coincidentemente também foi enterrado no cemitério. No entanto, em 1990, valas comuns foram escavadas e um local memorial com lápides simbólicas foi estabelecido.  Em 2009, um memorial foi construído no local do ataque a Heydrich.

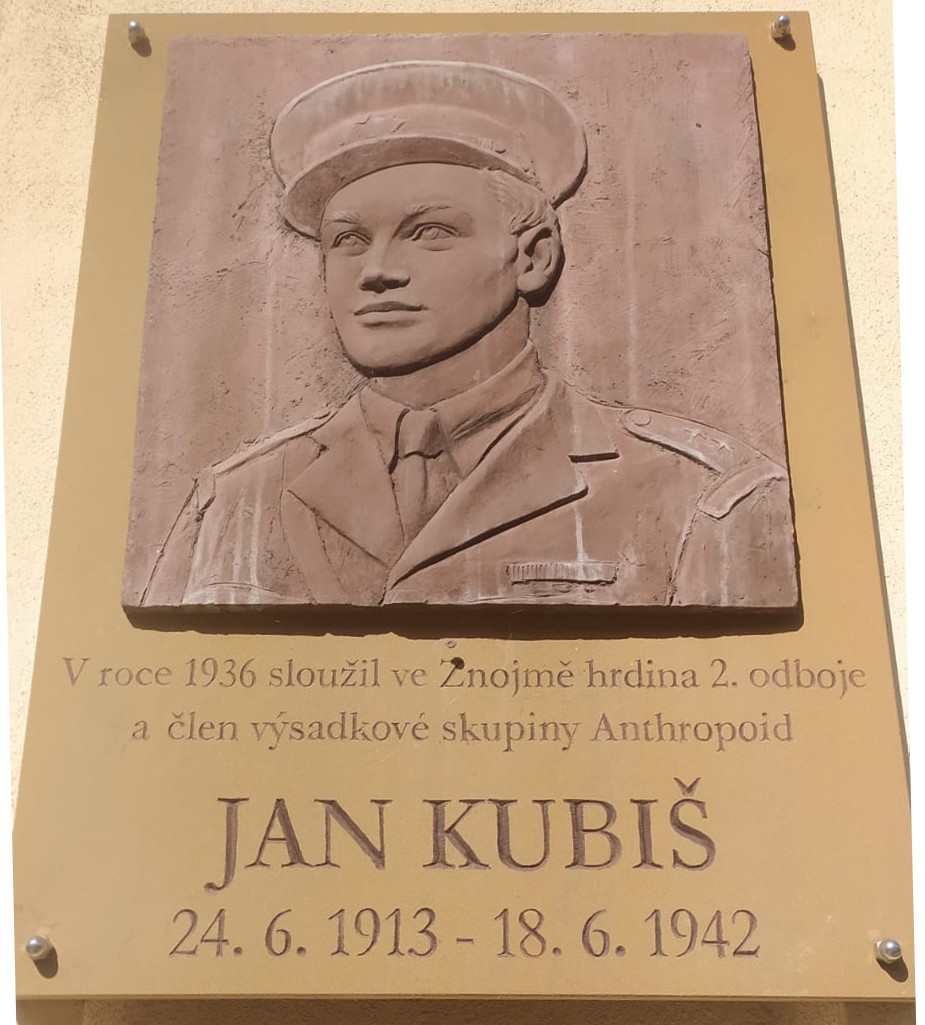
Placa memorial em Znojmo, Rua Jarošova 1335